# Adele (Volk)
Die Adele sind eine afrikanische Ethnie, die traditionell die Regionen der gleichnamigen Adele-Berge besiedelt, durch die die heutige Grenze zwischen Ghana und Togo verläuft. Das Hauptsiedlungsgebiet der Adele erstreckt sich ungefähr in den Gebirgsregionen zwischen 8° und 8°30' nördlicher Breite und westlich des 1°-Meridians östlicher Länge. Im Westen begrenzen die Ebenen östlich des Oti-Flusses ihr traditionelles Gebiet.
In Ghana leben etwa 12.000 Menschen dieser Ethnie, in Togo etwa 18.000. Die Adele zählen überwiegen zu den traditionellen Religionen.
Die Adele sind die südlichen und südöstlichen Nachbarn der Atwode, die südöstlichen Nachbarn der Konkomba, die östlichen Nachbarn der Ntribu und Ntwumuru (Nchumuru) und die westlichen Nachbarn der Amyagan (Anjanga). Südwestlich von Adele ist Kratchi-(Krakye-)Land.

## Sprache
Die Adele werden mit zu den Togo-Restvölkern gerechnet, die zusammen mit den Guang und großen Teilen der Bevölkerung des Nordens eine ältere Bevölkerungsschicht des früheren Togos darstellen gegenüber den übrigen Völkern im heutigen Togo und im Osten Ghanas.
Es heißt, in jedem Distrikt von Adele werde eine andere Sprache gesprochen, allerdings werde im gesamten Adele-Land Twi verstanden und auch gesprochen. Dies rührt daher, dass die Adele-Berge einst (wahrscheinlich in den 1730ern) von den Aschanti erobert und besetzt worden waren und das Adele-Land bis 1874 eine tributpflichtige Provinz des Aschantireiches darstellte.
Siehe auch: Adele (Sprache) (Kwa-Sprache der Niger-Kongo-Sprachen)

## Geschichte
In der Vergangenheit kamen hauptsächlich aschantische Händler zum Handeln in die Adele-Zentren. Bis zum Ersten Weltkrieg gehörte die Region mit zur deutschen Kolonie Togo.
Im Adeleland wurde im Jahre 1888 durch den deutschen Stabsarzt Ludwig Wolf, dem Premierleutnant Erich Kling und dem Techniker Bugslag die Station Bismarckburg gegründet, mit dem Ziel, dadurch ein Handelszentrum entstehen zu lassen, das den Handel vom britischen Goldküstengebiet auf deutsches Gebiet ablenken sollte. Bis 1894 war Bismarckburg auch der zentrale Ausgangspunkt für die geografische Erforschung weiter Teile des damaligen Schutzgebietes, wobei die Stationschefs Eugen Kling, Oskar Alexander Richard Büttner und Hans-Georg von Döring bedeutende Beiträge leisteten. Ihren eigentlichen Zweck, die Umleitung des Handels, erreichte die Station jedoch nicht; im Jahre 1894 erfolgte daher ihre Verlegung nach Kete Krachi, dem Haupthandelsplatz der Nachbarregion am Voltaufer.
Hauptstadt der Adele und Sitz ihres Königs ist die Stadt Dadiasi. (hist. Odadease, Dadiasse; Es gibt mindestens 6 Ortschaften in Ghana dieses Namens, gemeint ist Dadiasi bei 8° 14′ N, 0° 31′ O.) Hier hatte auch bis 1874 der aschantische Statthalter seine Residenz. Der König von Ost-Adele war auch gleichzeitig der oberste Priester des Adele-Nationalfetisches „Fruko“, dessen Hauptschrein sich in der Nähe von Dadiasi in den Bergen befindet und der in der Vergangenheit auch weit über die Region hinaus berühmt war. Insbesondere in Asante standen Fetisch und Priester in hohem Ansehen. Nach „Fruko“ wurden früher die Adele auch Frukobosogenannt (wörtlich „Fruko verehrende Berglandbewohner“). König von Ost-Adele und Priester des „Fruko“-Schreines war in den 1880ern Lapoda (oder Jaopura), der damals auch bei den Aschanti in hohem Ansehen stand.